# Pailhac
Pailhac ist eine französische Gemeinde mit 83 Einwohnern (Stand 1. Januar 2022) im Département Hautes-Pyrénées in der Region Okzitanien (vor 2016: Midi-Pyrénées). Sie gehört zum Arrondissement Bagnères-de-Bigorre und zum Kanton Neste, Aure et Louron.
Die Einwohner werden Pailhacais und Pailhacaises genannt.

## Geographie
Pailhac liegt circa 25 Kilometer südöstlich von Bagnères-de-Bigorre in der historischen Provinz Quatre-Vallées.
Umgeben wird Pailhac von den drei Nachbargemeinden:
|        | Fréchet-Aure                                |        |
| Arreau | Kompassrose, die auf Nachbargemeinden zeigt | Jézeau |
|        |                                             |        |

Die Gemeinde mit ihrer 99 Hektar großen Fläche ist die kleinste im Auretal. Das Zentrum befindet sich auf 770 Metern Höhe.
Auf dem Gebiet der Gemeinde befinden sich keine nennenswerten Fließgewässer.

## Geschichte
Am 25. Juni 1687 zerstörte ein Brand fast das gesamte Dorf. Nur die Kirche und ein Haus sind davon verschont geblieben.

## Toponymie
Der okzitanische Name der Gemeinde heißt Palhac.
Seinen Ursprung hat er von einem Landgut in der Antike. Er leitet sich vom lateinischen Eigennamen Palius mit dem Suffix -acum („Landgut des Palius“) ab.
Toponyme und Erwähnungen von Pailhac waren:
- De Palhaco (1387, Kirchenregister des Comminges),
- Pailhac (1750 und 1793, Karte von Cassini  bzw. Notice Communale),
- Paillac (1801, Bulletin des lois).[5][6][7]

## Einwohnerentwicklung
Nach Beginn der Aufzeichnungen stieg die Einwohnerzahl bis zur Mitte des 19. Jahrhunderts auf einen Höchststand von rund 85. In der Folgezeit sank die Größe der Gemeinde bei kurzen Erholungsphasen bis zu den 1970er Jahren auf 15 Einwohner, bevor sich Phase mit zeitweise starkem Wachstum einstellte, der sie seit der Jahrtausendwende auf ein Niveau von rund 70 Einwohnern hob.
| Jahr      | 1962 | 1968 | 1975 | 1982 | 1990 | 1999 | 2006 | 2011 | 2022 |
| --------- | ---- | ---- | ---- | ---- | ---- | ---- | ---- | ---- | ---- |
| Einwohner | 21   | 18   | 15   | 21   | 28   | 52   | 71   | 36   | 83   |

## Sehenswürdigkeiten

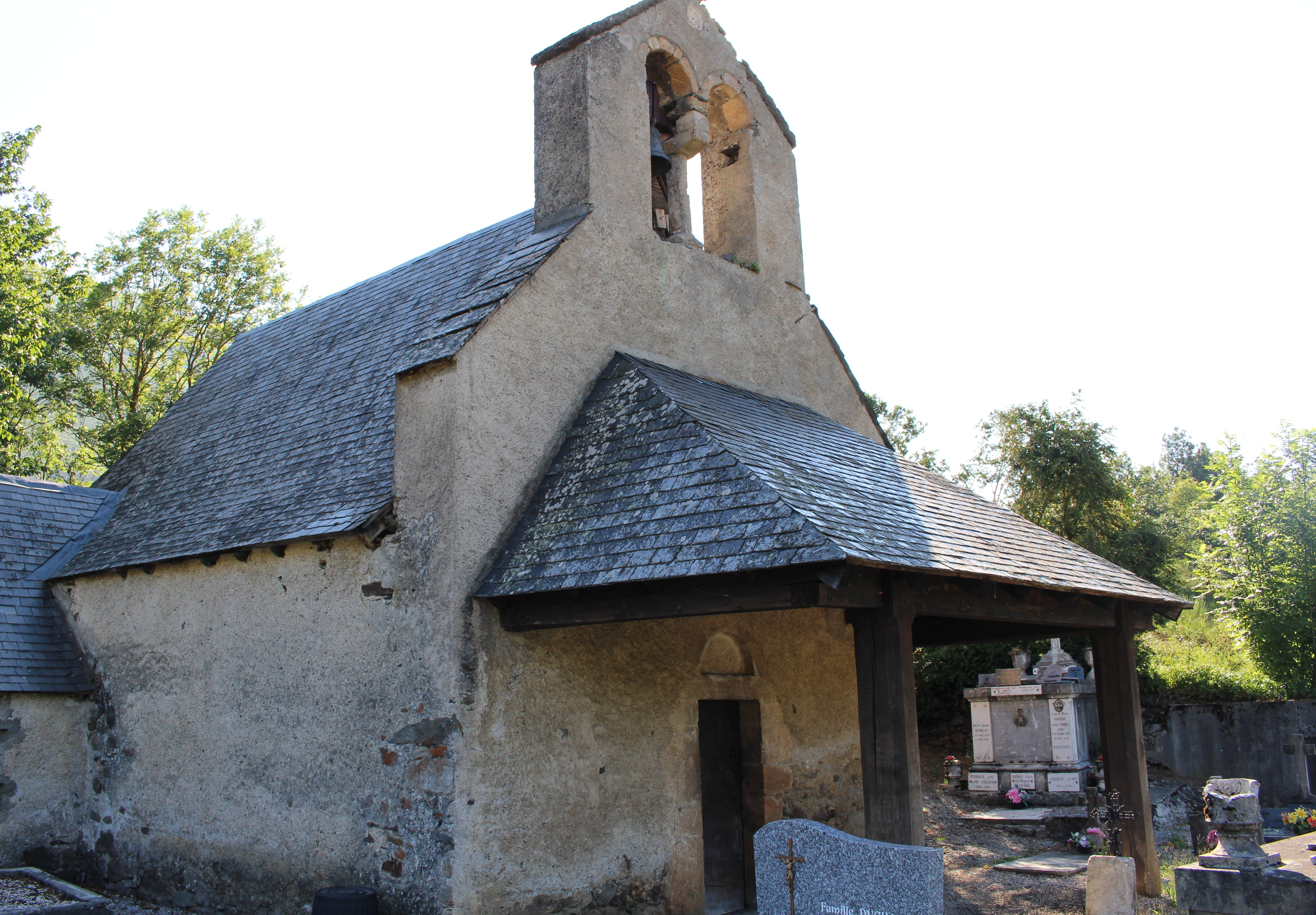
Pfarrkirche Saint-Étienne
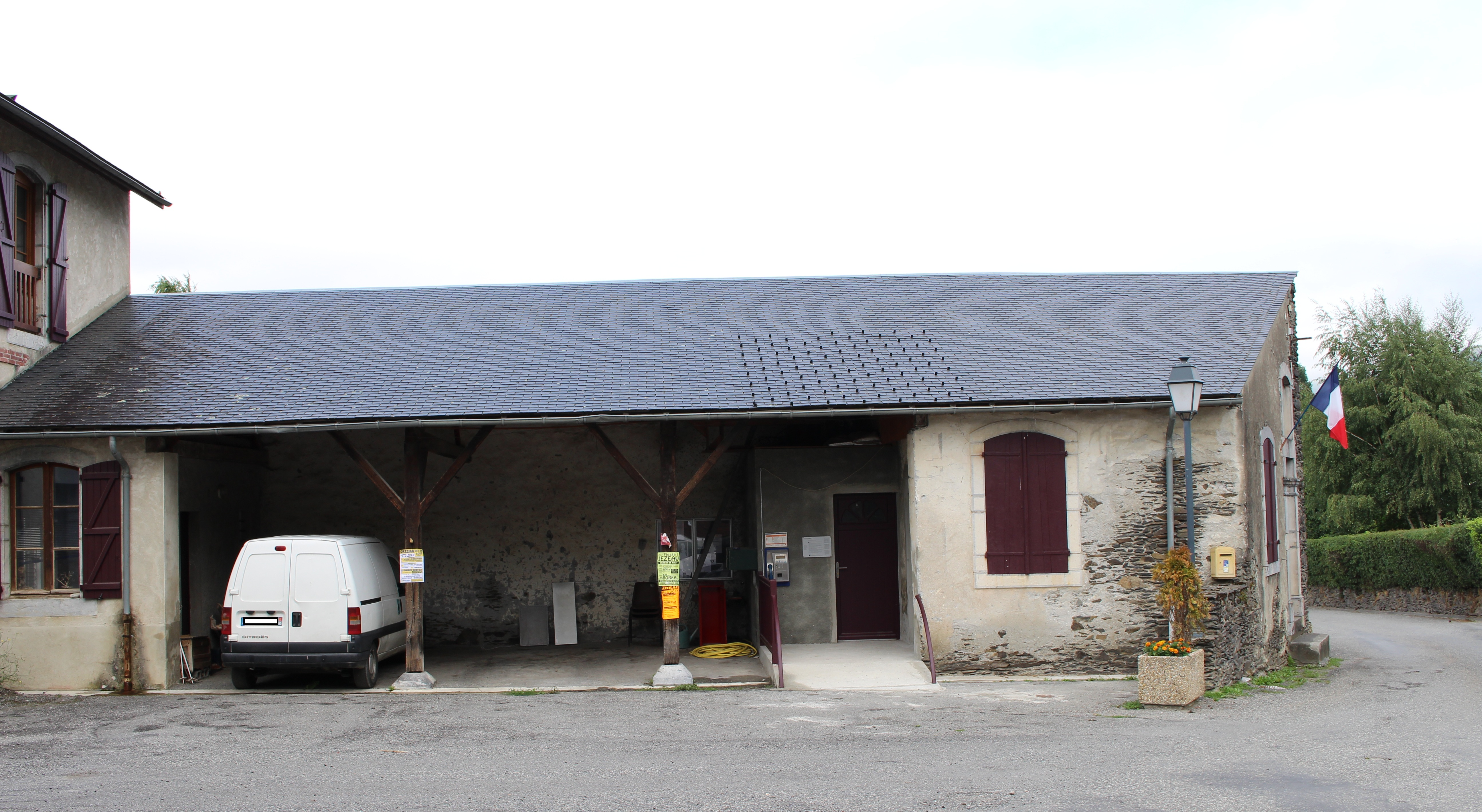
Rathaus (mairie)
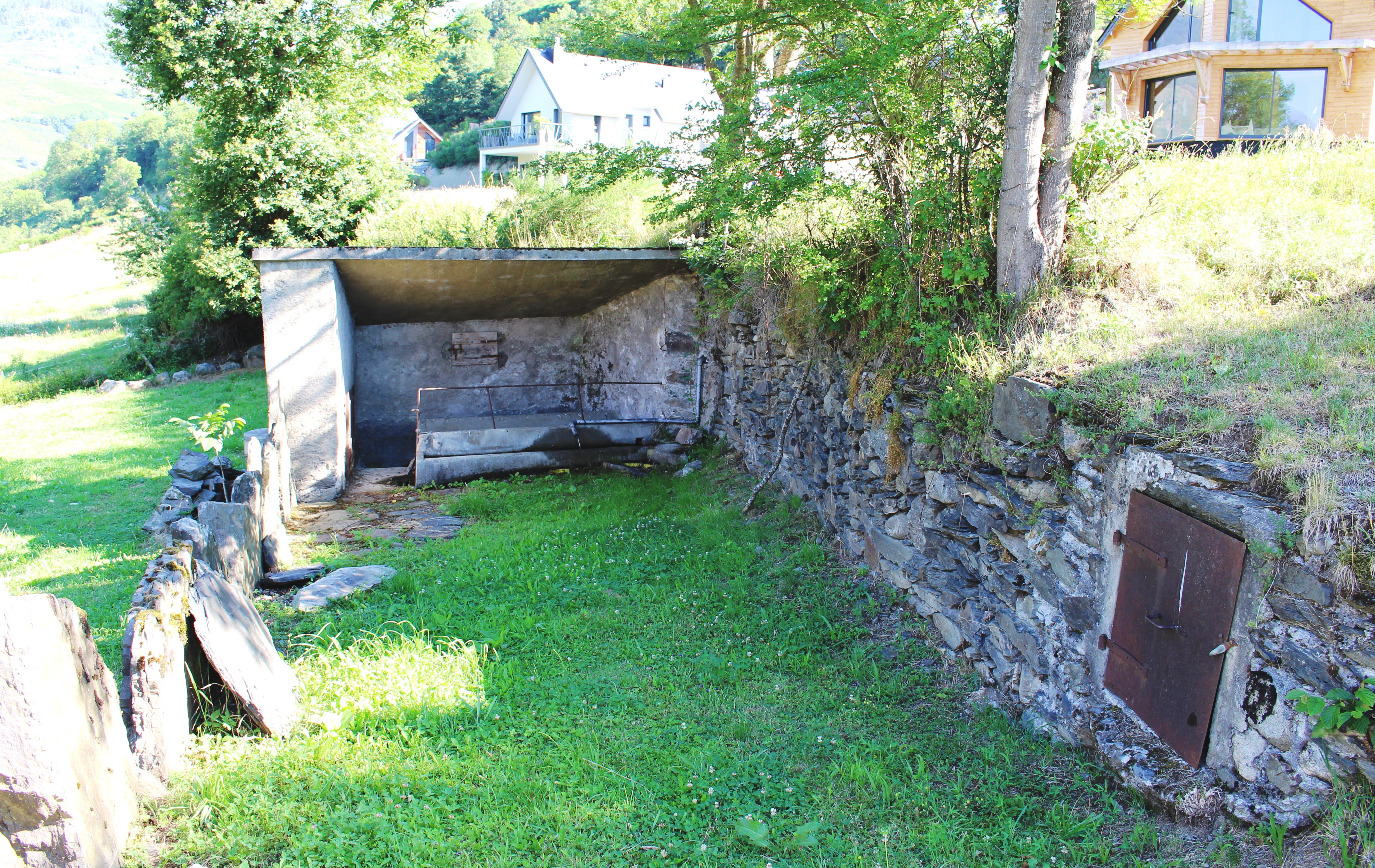
Reste des ehemaligen öffentliches Waschhauses
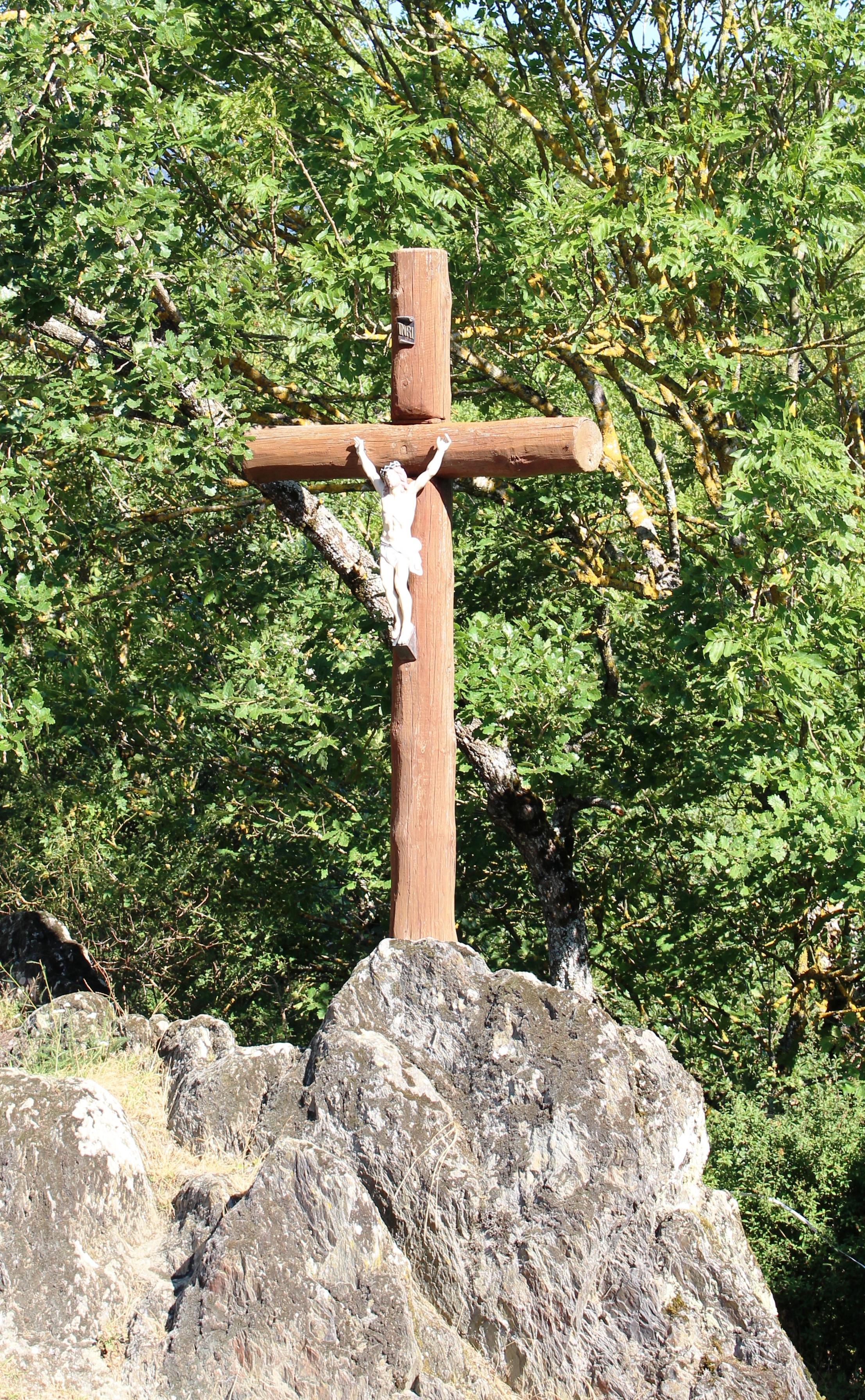
Flurkreuz

- Pfarrkirche Saint-Étienne
- Rathaus (mairie)
- Reste des ehemaligen öffentliches Waschhauses
- Flurkreuz

## Wirtschaft und Infrastruktur
Pailhac liegt in den Zonen AOC der Schweinerasse Porc noir de Bigorre und des Schinkens Jambon noir de Bigorre.

### Verkehr
Pailhac wird von der Route départementale 19 durchquert.